# Vogelsang (Brandebourg)
Pour les articles homonymes, voir Vogelsang.
Vogelsang est une commune de l’arrondissement d'Oder-Spree, au Brandebourg, en Allemagne.
Sa population était de 722 habitants en 2017.